# Barbara Cooney
Barbara Cooney (New York, 6 agosto 1917 – Damariscotta, 10 marzo 2000) è stata una scrittrice e illustratrice statunitense, autrice di più di 200 libri per bambini pubblicati nell'arco di 60 anni. Le sue opere sono state tradotte in più di 10 lingue.

## Biografia
Cooney nacque il 6 agosto del 1917 a New York, nel quartiere di Brooklyn, ebbe un fratello gemello e due fratelli minori.
Frequentò la Buckley Country Day School e la Boarding School.
Successivamente si diplomò allo Smith College con una laurea in Storia.
L'anno successivo alla laurea pubblicò il suo primo libro illustrato: Ake and His Word del poeta svedese Bertil Marberg.
Durante la seconda guerra mondiale servì presso il Corpo Militare Femminile, al termine di questo servizio, nel 1944 conobbe e sposò Guy Murchie, con il quale ebbe due figli (Gretel e Barnaby).
Dopo il divorzio sposò Charles Talbot Porter nel 1949 con il quale ebbe altri due figli (Charles e Phoebe).
Dieci anni dopo vinse la Medaglia Caldecott per Chanticleer and the Fox: una sua rielaborazione illustrata del racconto di Geoffrey Chaucer.
Un'altra Medaglia Caldecott arrivò nel 1980 per le illustrazioni di Ox-Cart Man scritto da Donald Hall.
Nel periodo tra questi due riconoscimenti intraprese numerosi viaggi, raccogliendo idee per le sue successive opere.
Nel 1983 vinse il National Book Award, nella categoria Pictures Books, per la sua opera più nota: Miss Rumphius.
Nel 1996 il governatore del Maine Angus King onorò la signora Cooney proclamando il Barbara Cooney Day.
Il suo ultimo libro Basket Moon fu pubblicato sei mesi prima della sua morte avvenuta il dieci marzo del 2000 nella casa costruita per lei dal figlio a Damariscotta nel Maine.
Alcuni dei suoi lavori originali sono esposti al Bowdoin College.

## Stile
Nell'arco della sua carriera Cooney utilizzò varie tecniche tra le quali penna e inchiostro, colori acrilici e pastelli.
Le sue illustrazioni vengono spesso definite Folk Art e molte delle sue storie e delle storie che scelse di illustrare sono storie della tradizione folk.
Anche se molti dei suoi libri sono in bianco e nero "il suo cuore e la sua anima sono a colori".

## Fonti
1. (EN)  Favorable Impressions Barbara Cooney 1917-2000
2. (EN)  "National Book Awards – 1983"
3. (EN)  Barbara Cooney:About Barbara Cooney, Penguin.com  Archiviato il 14 maggio 2006 in Internet Archive.
4. (EN)  Birthday Bios: Barbara Cooney, Children's Literature Network Archiviato il 17 dicembre 2013 in Internet Archive.
5. (EN)  Barbara Cooney, 1917-2000: She Created Many Popular Books for Children